# Pinkie (cuadro)
Pinkie es el título tradicional para un retrato hecho en 1794 por Thomas Lawrence en la colección permanente de la Biblioteca Huntington de San Marino, California donde cuelga enfrente de El joven azul de Thomas Gainsborough. El título actual que le da el museo es Sarah Barrett Moulton: Pinkie. Estos dos trabajos son las piezas centrales de la colección de arte del Instituto, que se especializa en el retrato inglés del siglo XVIII. La pintura es una elegante representación de Sarah Barrett Moulton, quien tenía aproximadamente once años cuando se la pintó. Su mirada directa y la pincelada suelta y enérgica dan al retrato una inmediatez animada.

### Historia

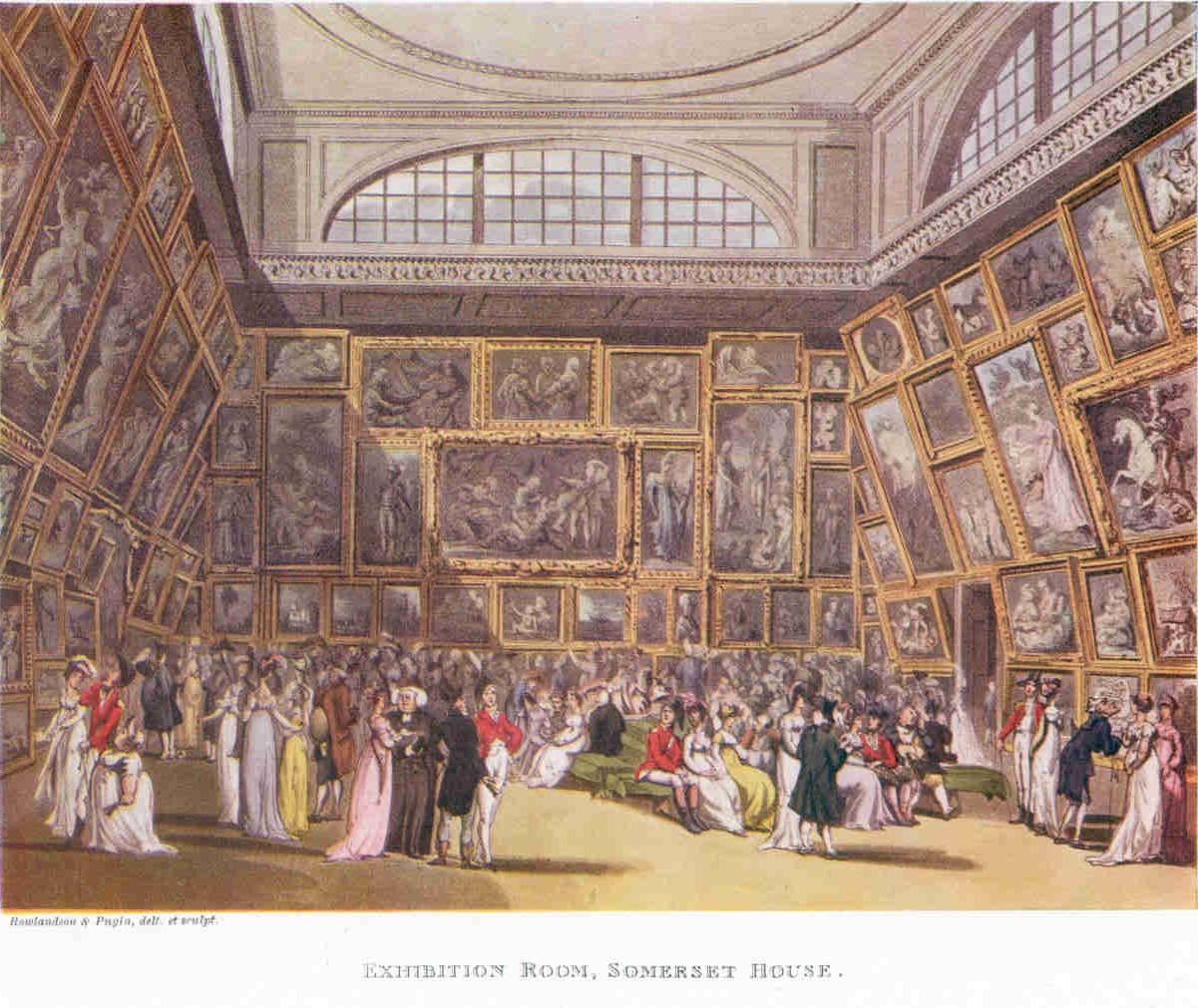
La exposición de 1800 de la Real Academia en Somerset House

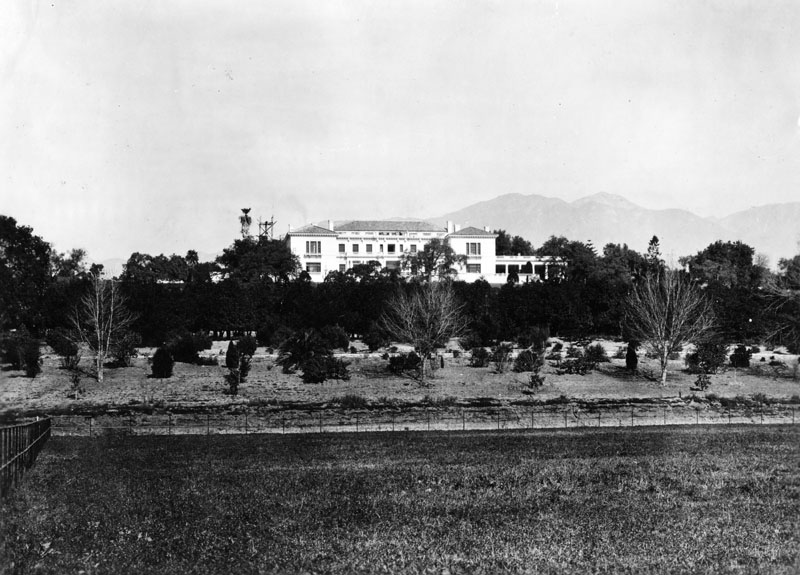
La mansión Huntington en 1915 como residencia privada. Las salas ampliadas albergan Pinkie y El Chico Azul.

Pinkie fue probablemente exhibida en 1795, en la exposición de verano de la Royal Academy.
El cuadro fue una de las últimas adquisiciones de Henry E. Huntington, en 1927. En 1934, la fundación Huntington construyó una nueva galería principal, como adición de la residencia primitiva, para la colección de grandes retratos. Excepto por breves periodos de tiempo para exhibiciones temporales, Pinkie ha permanecido allí desde entonces.